# Karl Richard Lepsius
Karl Richard Lepsius, o anche Carl Richard Lepsius (Naumburg, 23 dicembre 1810 – Berlino, 10 luglio 1884), è stato un egittologo, geologo e archeologo tedesco, pioniere dell'egittologia e della moderna archeologia.

## Biografia
Nato a Naumburg, nella Sassonia-Anhalt, terzo figlio di Karl Peter Lepsius e di Friedericke Glaser, studiò archeologia greca e romana presso le Università di Lipsia (1829–1830), Gottinga (1830–1832) e infine Berlino (1832–1833).
Dopo aver completato il dottorato nel 1833 con una ricerca sulle tavole eugubine, viaggiò a Parigi, dove frequentò le lezioni del classicista Jean Letronne, uno dei primi allievi di Jean-François Champollion.
Inoltre viaggiò in tutta Europa, visitando le collezioni egizie e perfezionandosi in litografia e nello studio delle incisioni.
Fu professore di egittologia all'Università Humboldt di Berlino, e Direttore del Museo Egizio della città.

## Opere
- 1842. Das Todtenbuch der Ägypter nach dem hieroglyphischen Papyrus in Turin mit einem Vorworte zum ersten Male herausgegeben. Leipzig: G. Wigand. (Ristampato Osnabrück: Otto Zeller Verlag, 1969)
- 1849. Denkmäler aus Ägypten und Äthiopien nach den Zeichnungen der von Seiner Majestät dem Könige von Preussen, Friedrich Wilhelm IV., nach diesen Ländern gesendeten, und in den Jahren 1842–1845 ausgeführten wissenschaftlichen Expedition auf Befehl Seiner Majestät. 13 vol. Berlin: Nicolaische Buchhandlung. (Ristampato Genève: Éditions de Belles-Lettres, 1972)
- 1852. Briefe aus Ägypten, Äthiopien und der Halbinsel des Sinai: geschrieben in den Jahren 1842–1845 während der auf Befehl Sr. Majestät des Königs Friedrich Wilhelm IV. von Preußen ausgeführten wissenschaftlichen Expedition. Berlin: Verlag von Wilhelm Hertz
- 1855. Das allgemeine linguistische Alphabet: Grundsätze der Übertragung fremder Schriftsysteme und bisher noch ungeschriebener Sprachen in europäische Buchstaben. Berlin: Verlag von Wilhelm Hertz
- 1863. Standard Alphabet for Reducing Unwritten Languages and Foreign Graphic Systems to a Uniform Orthography in European Letters, London, Berlin.
- 1878. Das westliche Süd-Tirol geologisch dargestellt
- 1880. Nubische Grammatik mit einer Einleitung über die Völker und Sprachen Afrika's. Berlin: Verlag von Wilhelm Hertz